# PSI (企業)
株式会社PSIは企業向けに購買及び間接材・資材のコスト削減に関するコンサルティング及びアウトソーシングサービスを提供する会社である。2016年に株式会社購買戦略研究所から略称である株式会社PSI (Purchasing Strategy Institute）に社名変更し経営者も交代した。英文社名はPSI Coporationである。

## 概要
2005年5月にソフトバンクグループで電子入札のコンサルティング事業を立ち上げたメンバー達が創業。2000年代のデフレーションで企業が価格競争に直面するなか、PSIは企業の間接材・サービス調達のコスト削減のコンサルティングを行うことで一時期売上を伸ばしたが業績が悪化のため経営不振に陥る。2016年に代表取締役が岡田栄二に交代した。同時に会社名を株式会社PSI (Purchasing Strategy Institute)に変更。全株式の譲渡も現代表に完了。経営を合理化しサービス内容も整備された。
PSIが得意とするコスト削減手法に、インターネット上の競争入札（リバースオークション)あるいは複数者での共同購買の導入がある。リバースオークションとは、通常のオークションとは異なり、最も安い価格を入札した売り手から購入するという買い手側主体のオークション方式。創業者メンバーの一人である現代表の岡田栄二はソフトバンク時代にリバースオークションの事業立ち上げに関わった経験があり、楽天B2Bの事業責任者でもあった。PSIは正林国際特許商標事務所と提携しビジネスモデル特許を複数取得。「企業購買の最適化により全ての企業を活性化し、世の中に大きく貢献する」という理念のもと、電子入札やリバースオークションのシステムなどを拡張してB2Bのプラットフォーム化を目指しているとする。
PSIは、2019年にTECFUNDと提携してブロックチェーンによる実験を行った。（取組は終了している）2022年にブランドクラウドとの事業提携を開始。2024年2月よりChain IQとの提携をスタート海外へのサービス展開を模索している。

## スポーツ支援
PSIは7人制ラグビー選手の支援を行なっていた。（現在はスポーツ支援を終了している）
所属していた主な社員
- 藤崎朱里 - 7人制日本代表（W杯2013）
- 山口真理恵 -  7人制日本代表（W杯2013）